# 9293 Kamogata
9293 Kamogata este un asteroid din centura principală de asteroizi.

## Descriere
9293 Kamogata este un asteroid din centura principală de asteroizi. A fost descoperit pe 13 decembrie 1982 la Kiso de Hiroki Kosai și Kiichiro Hurukawa. Asteroidul prezintă o orbită caracterizată de o semiaxă mare de 3,19 ua, o excentricitate de 0,12 și o înclinație de 1,7° în raport cu ecliptica.